# Short Stirling
Шорт Стирлинг (англ. Short Stirling) — первый британский четырёхмоторный бомбардировщик, принятый на вооружение Королевских ВВС во время Второй мировой войны. Имел относительно короткую боевую карьеру, был заменён другими тяжёлыми четырёхмоторными бомбардировщиками, такими как Авро Ланкастер и Хендли Пейдж Галифакс.

## Модификации
Short S.31летающая модель-лаборатория в масштабе 1:2 с четырьмя 7-цилиндровыми двигателями Pobjoy Niagara
Stirling Iдвигатели Bristol Hercules XI.
Stirling IIдвигатели Wright R-2600 Twin Cyclone (1600 л. с. / 1193 кВт). 4 прототипа
Stirling IIIтяжёлый бомбардировщик с двигателями Bristol Hercules XVI.
Stirling IVсамолёт для транспортировки десантников и буксирования планёров, Bristol Hercules XVI.
Stirling Vгрузовой самолёт, Bristol Hercules XVI.

## Тактико-технические характеристики

Проекции самолёта Стирлинг Mk.I с боковой проекцией военно-транспортного самолёта Mk.IV.

Приведены данные модификации Stirling I serie III.
Источник данных: Norris, 1966, p. 15.

Технические характеристики
- Экипаж: 7 (два пилота, штурман, бортинженер, стрелок-радист и два стрелка)
- Длина: 26,6 м
- Размах крыла: 30,2 м
- Высота: 6,93 м
- Площадь крыла: 135,64 м²
- Масса снаряжённого: 21273 кг
- Нормальная взлётная масса: 26943 кг
- Максимальная взлётная масса: 31751 кг
- Объём топливных баков: 8532 л (+ 833 л в 6 дополнительных баках в бомбовых ячейках крыла)
- Силовая установка: 4 × радиальных 14-цилиндровых Bristol Hercules XI
- Мощность двигателей: 4 × 1590 л. с. (4 × 1186 кВт)

Лётные характеристики
- Максимальная скорость: 418 км/ч на высоте 5639 м
- Крейсерская скорость: 346 км/ч на высоте
- Практическая дальность:  
  - с 6350 кг бомб: 1191 км
  - с 2268 кг бомб: 3106 км
  - с 680 кг бомб: 3750 км
- Практический потолок: 5030 м
- Время набора высоты: 4572 м за 42 мин (при максимальной взлётной массе)
- Нагрузка на крыло: 175 кг/м²
- Тяговооружённость: 176 Вт/кг

Вооружение
- Стрелково-пушечное:  
  - 2 × 7,7 мм пулемёта Browning F.N.5 в носовой точке
  - 2 × 7,7 мм пулемёта Browning F.N.7 в верхнефюзеляжной точке
  - 4 × 7,7 мм пулемёта Browning F.N.20A в хвостовой точке
- Боевая нагрузка: 6350 кг бомб

## Сравнение с другими аналогичными самолётами
| Название                      | Пе-8                                                     | Boeing B-17 Flying Fortress    | Handley Page Halifax                         | Vickers Wellington            | Short Stirling                | Focke-Wulf Fw 200 Condor                            |
| ----------------------------- | -------------------------------------------------------- | ------------------------------ | -------------------------------------------- | ----------------------------- | ----------------------------- | --------------------------------------------------- |
| Фото                          |                                                          |                                |                                              |                               |                               |                                                     |
| Страна                        | Союз Советских Социалистических Республик                | Соединённые Штаты Америки      | Великобритания                               | Великобритания                | Великобритания                | Нацистская Германия                                 |
| Производитель                 | КАПО                                                     | Boeing Vega Douglas            | Handley Page                                 | Vickers-Armstrongs            | Short Brothers                | Focke-Wulf Flugzeugbau GmbH                         |
| Длина                         | 23,59 м                                                  | 22,66 м                        | 21,86 м                                      | 19,68 м                       | 26,6 м                        | 23,46 м                                             |
| Размах крыла                  | 39,13 м                                                  | 31,62 м                        | 30,18 м (31,75 м)                            | 26,26 м                       | 30,2 м                        | 32,84 м                                             |
| Площадь крыла                 | 188,6 м²                                                 | 131,92 м²                      | 116,13 м² (118,45 мм²)                       | 78,04 м²                      | 135,64 м²                     | 118 м²                                              |
| Масса пустого                 | 19 986 кг                                                | 16 391 кг                      | 17 345 кг                                    | 8 417 кг                      |                               | 12 960 кг                                           |
| Боевая нагрузка               | 5000 кг                                                  | 2300 кг                        | 5897 кг                                      | 2041 кг                       | 6350 кг                       | 2100 кг                                             |
| Максимальная взлётная масса   | 35 000 кг                                                | 29 710 кг                      | 29 710 кг                                    | 12 927 ru                     | 31 751 кг                     | 22 720 кг                                           |
| Двигатель                     | 4 × V-12 АМ-35А                                          | 4 × Wright R-1820-97 «Cyclone» | 4 × Bristol Hercules XVI                     | 2 × Bristol Pegasus Mk. XVIII | 4 × Bristol Hercules XI       | 4 × Брамо-323К-2 Фафнир                             |
| Максимальная тяга             | 4 × 1350 л. с. (4 × 1000 кВт)                            | 4 × 1200 л. с.                 | 4 × 1615 л. с. (4 × 1205 кВт)                | 2 × 1050 л. с. (2 × 783 кВт)  | 4 × 1590 л. с. (4 × 1186 кВт) | 4 × 1200 л. с.                                      |
| Максимальная скорость         | 443 км/ч                                                 | 516 км/ч                       | 454 км/ч                                     | 378 км/ч                      | 418 км/ч                      | 360 км/ч                                            |
| Крейсерская скорость          | 400 км/ч                                                 | 400 км/ч                       | 346 км/ч                                     |                               | 346 км/ч                      | 332 км/ч                                            |
| Боевой радиус                 | 3600 км                                                  | 3219 км                        | 1658 км                                      | 2905 км                       | 1191 км                       | 3536 км                                             |
| Практический потолок          | 9 300 м                                                  | 10 850 м                       | 7 315 м                                      | 5 486 м                       | 5 030 м                       | 5 800 м                                             |
| Скороподъёмность              | 5,9 м/с                                                  | 4,6 м/с                        | 4,88 м/с                                     | 5,34 м/с                      | 1,82 м/с                      | н/д                                                 |
| Тяговооружённость             | 140 Вт/кг                                                | 150 Вт/кг                      | 195 Вт/кг                                    | 130 Вт/кг                     | 176 Вт/кг                     | н/д                                                 |
| Стрелково-пушечное вооружение | 2× 20 мм пушки; 2× 12,7 мм пулемёты; 2× 7,62 мм пулемёта | 12× 12,7 мм                    | 1 × 7,7 мм пулемёт; 2 × 4 × 7,7 мм пулемётов | 6-8 пулеметов                 | 8 × 7,7 мм пулемётов          | 2×7,92-мм пулемёта; 3×13 мм пулемета; 1×20 мм пушка |

## Эксплуатанты
Великобритания
- ВВС Великобритании[9][10]: эскадрильи 7, 15, 46, 48, 51, 75, 90, 138, 148, 149, 158, 161, 171, 190, 196, 199, 214, 218, 242, 295, 299, 513, 525, 570, 620, 622, 623, 624.

 Германия
- Люфтваффе KG 200 (трофейные; в частности, N3705, ранее принадлежавший 7-й эскадрилье RAF)[11]

 Бельгия
- компания Trans-Air, позже именовавшаяся Air Transport (в послевоенные годы использовала 10 самолётов этого типа, 9 из них были переданы египетским ВВС, а 10-й (OO-XAC, ex-PK172) разбился близ китайского Куньминя)[12][13]

 Египет
- Королевские ВВС Египта:[14] не менее 6 самолётов из 9 полученных от Бельгии входили в 8-ю бомбардировочную эскадрилью; 1 был потерян во время Первой арабо-израильской войны, остальные списаны к 1951 году.